# 公津村
公津村（こうづむら）は、千葉県印旛郡に存在した村。
合併後に開業した京成電鉄京成本線の公津の杜駅にその名をとどめる。

## 地理
- 現在の成田市、旧成田市の南西部に位置している。
- 村は印旛沼の東岸に位置する。
- 村域は台地と平地が入り組む谷戸が多い地形になっている。

## 歴史

### 沿革
- 1889年（明治22年）4月1日 - 町村制施行に伴い、成木新田、下方村、江弁須村、台方村、大袋村、飯田新田、北須賀村、船形村、八代村、飯仲村と入会地が合併して発足。
- 1954年（昭和29年）3月31日 - 成田町、八生村、中郷村、久住村、遠山村、豊住村と合併し成田市が発足。同日公津村廃止。

変遷表
| 1868年 以前 | 1868年 以前  | 1868年 以前 | 明治22年 4月1日 | 昭和29年 3月31日 | 現在   |
| ----------- | ------------ | ----------- | --------------- | ---------------- | ------ |
| 印旛郡      |              | 公津下方村  | 公津村          | 成田市           | 成田市 |
| 印旛郡      | 公津台方村   |             | 公津村          | 成田市           | 成田市 |
| 印旛郡      | 公津江弁須村 |             | 公津村          | 成田市           | 成田市 |
| 印旛郡      | 公津大袋村   |             | 公津村          | 成田市           | 成田市 |
| 印旛郡      | 公津飯仲村   |             | 公津村          | 成田市           | 成田市 |
| 印旛郡      | 船形村       |             | 公津村          | 成田市           | 成田市 |
| 印旛郡      | 八代村       |             | 公津村          | 成田市           | 成田市 |
| 印旛郡      | 飯田新田村   |             | 公津村          | 成田市           | 成田市 |
| 下埴生郡    |              | 成木新田村  | 公津村          | 成田市           | 成田市 |

## 人口・世帯

### 人口
総数 [単位： 人]
| 1891年（明治24年） | 2,933 |
| 1904年（明治37年） | 3,149 |
| 1920年（大正 9年） | 3,444 |
| 1932年（昭和 7年） | 4,176 |
| 1950年（昭和25年） | 5,492 |

### 世帯
総数 [単位： 世帯]
| 1932年（昭和 7年） | 771   |
| 1950年（昭和25年） | 1,043 |

## 交通

### 鉄道
- 成田鉄道
  - 宗吾線（昭和19年12月11日廃止）
    - 大袋 - 宗吾霊堂裏 - 宗吾
- 京成電鉄京成本線が村内を通過するが、駅は所在しない。公津の杜駅は合併後の開業。

### 道路
- 二級国道
  - 国道123号（ → 国道51号）